# Хенри V (драма)
Хенри V (енгл. Henry V) је историјска драма Виљема Шекспира, вероватно написана око 1599. Говори о енглеском краљу Хенрију V, фокусирајући се на догађаје непосредно пре и после битке код Аженкура (1415), током Стогодишњег рата. У првом Кварто издању (енгл. First Quarto) из 1603. објављена је под насловом Историја Хенрија Петог‍:p.6, што је у првом Фолио издању (енгл. First Folio) из 1623. постало Живот Хенрија Петог (енгл. The Life of Henry the Fifth).
Ова драма је завршни део тетралогије, а претходили су јој Ричард II, Хенри IV, део први и Хенри IV, део други. Оригинална публика би тако већ била упозната са насловним ликом, који је приказан у представама о Хенрију IV као необуздан и недисциплинован младић. У Хенрију V, млади принц је сазрео. Он креће у поход у Француску и, са далеко малобројнијом војском, побеђује Французе код Аженкура.

## Ликови
- Хор

Енглези
- Краљ Хенри V
- Војвода од Глостера - Хенријев брат
- Војвода од Бедфорда - Хенријев брат [б]
- Војвода од Кларенса - Хенријев брат
- Војвода од Ексетера - Хенријев ујак
- Војвода од Јорка - Хенријев рођак
- Гроф од Салисбурија
- Гроф од Вестморланда
- Гроф од Ворика
- Сер Томас Ерпингем
- Капетан Говер - Енглез
- Капетан Флуелин - Велшанин
- Капетан Макморис - Ирац
- Капетан Џејми - Шкот
- Џон Бејтс, Александер Корт и Мајкл Вилијамс - војници
- Хералд
- Пиштољ, Ним и Бардолф[в] - војници, бивши следбеници сер Џона Фалстафа
- Дечак - бивши паж сер Џона Фалстафа
- Госпођа Журка - домаћица кафане „Вепрова глава” и Пиштољева жена
- Надбискуп од Кентерберија
- Епископ Ели

Издајници
- Гроф од Кембриџа - Хенријев рођак
- Лорд Скруп
- Сер Томас Греј

Французи
- Краљ Француске
- Краљица Изабела
- Луј, војвода од Гијене, дофен - њихов син и француски престолонаследник
- Катарина - њихова ћерка
- Алиса - Катаринина дворска дама
- Маршал Француске
- Војвода од Бурбона / војвода од Бретање (зависно од издања представе)
- Војвода Орлеански
- Војвода од Берија
- Војвода од Бургундије
- Лорд Рамбуре
- Лорд Грандпре
- Господин ле Фер - француски војник
- Монтџој - француски гласник
- Гувернер Арфлера
- Француски амбасадори

Војници, слуге, пратиоци и господари

## Датум и текст
На основу очигледне алузије о Есексовој мисији да заустави Тиронову побуну у Ирској, сматра се да представа датира с почетка 1599. године.‍:p.5 Хронику Историје краља Хенрија Петог уписао је у Регистар еснафа лондонских издавача 14. августа 1600. продавац књига Томас Павиер; први Кварто објављен је пре краја године - мада од стране Томаса Милингтона и Џона Бусбија, а не Павиера. Томас Крид је одрадио штампање.
Q1 (први Кварто) Хенрија V је „лош кварто“, скраћена верзија представе која би могла представљати неовлашћену копију или преприћан текст. Други кварто, репринт Q1, објавио је 1602. године Павиер; други репринт издан је као Q3 1619, са лажним датумом 1608 - део Лажног Фолио издања (енгл. False Folio) Виљема Џегера (енгл. William Jaggard). Најбољи текст први пут је штампан у Првом Фолио издању (енгл. First Folio) 1623. године.

## Критика и анализа

### Однос према рату
Читаоци и публика интерпретирали су однос ове драме према рату на неколико различитих начина. С једне стране, чини се да ова драма слави Хенријеву инвазију на Француску и војничку вештину. Алтернативно, може се читати као коментар моралне и личне цене рата. Шекспир представља рат у свој његовој сложености.
Амерички критичар Норман Рабкин описао је представу као слику са два истовремена значења. Рабкин тврди да се представа никада не опредељује за једно гледиште према рату, а Хенри стално мења свој стил говора, говорећи о "силовању и пљачки" током опсаде Арфлера, али о патриотској слави у свом Говору на дан светог Криспина.
Неки критичари повезују величање националистичког поноса и освајања са савременим (у 16. веку) енглеским војним подухватима у Шпанији и Ирској. Хор директно помиње очекиване војне тријумфе Роберта Девероа, другог грофа од Есекса, у петом чину. Сам Хенри V понекад се доживљава као амбивалентни приказ сценског макијавела, комбинујући привидну искреност са спремношћу да се преваром и силом искористе за постизање својих циљева.
Други коментатори гледају како представа критички гледа на разлог Хенријевог насилног циља. Племените речи Хора и Хенрија доследно поткопавају акције Пиштоља, Бардолфа и Нима. Пиштољ говори у бомбастичном празном стиху који, чини се, пародира Хенријев властити стил говора. Пиштољ и његови пријатељи тако показују поступке својих владара. Заправо, присутност ликова из Истчипа из Хенрија IV наглашава елемент авантуристе у Хенријевом лику као монарха.
Нејасноћа представе довела је до различитих интерпретација у извођењу. Филм Лоренса Оливијеа из 1944, снимљен током Другог светског рата, наглашава патриотску страну, занемарујући чињеницу да су непријатељи у драми, Французи, у ствари били савезници у том сукобу,  док филм Кенета Бране из 1989. године наглашава страхоте рата. Продукција Краљевског националног театра из 2003. године представила је Хенрија као модерног генерала, исмевајући инвазију на Ирак.
Последњих година се воде научне расправе о томе да ли се Хенри V може назвати ратним злочинцем или не. Неки то питање сматрају анахроним, тврдећи да се савремена правна терминологија не може применити на историјске догађаје или личности попут оних приказаних у представи. Међутим, други учењаци су одбацили ово гледиште. На пример, Кристофер Н. Варен гледа у De armis Romanis Алберига Гентилија, заједно са самим Хенријем V, како би показао како су рани модерни мислиоци (укључујући Шекспира) користили правне приступе да би се суочили са прошлошћу. Као резултат, тврди Варен, питање да ли је Хенри V био ратни злочинац није само легитимно, већ је и "историјски примерено." 
С друге стране, Хенри V представљен је као сјајан вођа, јер успева да сачува стрпљење када га вређају, "драго нам је што је Дофен тако пријатан са нама". Хенри V такође признаје своје претходне грешке, „предали смо се варварској слободи“ и показује да има велико самопоуздање, „тамо ћу се попети с тако пуном славом да ћу заслепити све очи Француске“.
Пародија суђења Хенрију V за злочине повезане са легалношћу инвазије на Француску и покољ затвореника током битке код Аженкура одржано је у Вашингтону, у марту 2010, извлачећи чињенице из историјских записа и из Шекспирове драме. Под називом "Врховни суд придружене Краљевине Енглеске и Француске" (енгл. The Supreme Court of the Amalgamated Kingdom of England and France), председавајуће судије су били Врховне судије Самјуел Алито и Рут Бадер Гинсбург, обоје чланови Врховног суда САД. Исход је првобитно био одређен гласањем публике, али због нерешеног резултата дошло је до одлуке судија. Суд је био подељен око Хенријевог оправдања за рат, али једногласно га је прогласио кривим за убиство заробљеника након примене „еволуирајућих стандарда друштва које сазрева“. Пре тога, измишљени „Глобални суд за ратне злочине“ пресудио је да је Хенријев рат био законит, ниједан цивил није убијен противзаконито, а Хенри није сносио кривичну одговорност за смрт ратних заробљеника. Измишљени „Француски савез за грађанске слободе“, који је покренуо трибунал, покушао је да покрене парницу пред грађанским судом. Судија је закључио да је везан закључцима закона Глобалног суда за ратне злочине и такође пресудио у корист Енглеза. Апелациони суд је потврдио без мишљења, и тако је препустио питање Врховном суду.

### Говор на дан Светог Криспина
Говор на дан светог Криспина је најпознатији део драме Хенри V, и налази се у Четвртом чину, Сцена III, стихови 18–67. Уочи битке код Аженкура, која је пала на дан Светог Криспина, Хенри V охрабрује своје људе, којима су многобројнији Французи препречили пут, да се присете како су Енглези раније нанели велике поразе Французима. Говор је славно одиграо Лоренс Оливије 1944. за подизање британског духа током Другог светског рата, и Кенет Брана у филму Хенри V из 1989. године, и прославио је израз "браћа по оружју". Неколико каснијих писаца користило је делове овог говора у својим делима, између осталих Хорацио Нелсон, Чарлс Дикенс и Винстон Черчил. Веома духовита пародија овог говора, са бројним алузијама на друге Шекспирове историјске драме, може се видети у првој епизоди култне Британске хумористичке серије Црна Гуја, са Рованом Еткинсоном у главној улози.
ВЕСТМОРЛАНД
О да су нам сад овде
Бар једна десетина хиљада људи у Енглеској
Који не раде данас!
КРАЉ
Ко то жели?
Мој рођак, Вестморланд? Не, рођаче;
Ако је суђено да ћемо умрети, довољно нас је
Да ојадимо нашу земљу; а ако преживимо,
Што је мање људи, то је већи део части.
Дај Боже! Молим те, не жели ни једног човека више .
Јупитера ми, нисам лаком на злато,
Не бројим ко се храни на мој рачун;
Не брине ме ако људи моју одећу носе;
Такве спољашње ствари не станују у мојим жељама.
Али ако је грех волети част,
Најгрешнији сам од свих живих.
Не, Бога ми, рођо, не жели ни једног човека из Енглеске.
Божији мир! Не бих делио тако велику част
Са још једним човеком више
За најбољу наду коју имам. О, не пожели још једнога!
Боље разгласи, Вестморланде, кроз моју војску,
Онај који нема петље за ову борбу,
Пусти га; његов пасош ће бити спреман,
И круне за превоз му стављене у кесу;
Не бисмо умрли у друштву тог човека
Који страхује да умре заједно с нама.
Овај дан се зове празник Криспина.
Онај ко надживи овај дан и дође сигурно кући,
Испрсиће се када се овај дан помене,
И потсети га на име Криспин.
Онај ко преживи овај дан и види старост,
Сваке ће године на годишњицу гостити своје комшије,
И рећи "сутрадан је свети Криспин".
Онда ће заврнути рукав и показати ожиљке,
И рећи "Те ране сам стекао на Криспинов дан."
Старци заборављају; ипак ће све бити заборављено,
Али сетиће се, с поносом,
Које је подвиге учинио тога дана. Онда ће наша имена,
Позната у његовим устима као кућне речи -
Хари Краљ, Бедфорд и Ексетер,
Ворик и Талбот, Салисбури и Глостер -
При чашама многим у сећању освежити.
Овој причи ће доба човек научити свог сина;
А свети Криспин неће никад проћи,
Од овог дана до краја света,
Да ми у њему не пудемо запамћени -
Нас неколико, мало срећних, браћа по оружју;
Јер онај ко данас пролива своју крв са мном
Биће мој брат; макар био последњи,
Овај дан ће га учинити племићем;
А господа у Енглеској сада у кревету
Проклињаће себе што нису били овде,
И сматраће своју мушкост јефтином кад неко каже
Да се борио с нама на дан Светог Криспина.

## Историја извођења
Хор у прологу алудира на Есексову кампању 1599. године у Ирској, без икаквог знака да би она завршила катастрофом. Кампања је започела крајем марта и пропала је крајем јуна, што снажно сугерише да је представа први пут изведена током тог тромесечног периода.
Традиција, коју је немогуће потврдити, држи да је Хенри В била прва представа изведена у новом Театру Глобе у пролеће 1599. - Глобе би био "дрвени О" поменут у Прологу - али Шапиро тврди да су Чамберлејнови људи били још увек код Завесе, када је дело први пут изведено, и да је сам Шекспир вероватно глумио хор. Године 1600. у првом штампаном тексту је наведено да је представа играна „у различита времена“. Најстарији наступ за који се зна тачан датум догодио се, међутим, 7. јануара 1605. на двору у Палати Вхитехалл.
Самуел Пепис видео је Хенрија 1664. године, али написао га је Рогер Боиле, први гроф Оррери, а не Схакеспеаре. Схакеспеарова игра вратила се на сцену 1723. године, у адаптацији Аарона Хилл-а.
Најдужа продукција представе у историји Бродвеја била је представа у којој је Ричард Мансфилд 1900. године одиграо 54 представе. Остали запажени сценски наступи Хенрија В-а укључују Цхарлес Кеан (1859), Цхарлес Алекандер Цалверт (1872) и Валтер Хампден (1928).
Главна извођења у Лондону током 20. и 21. века укључују:
- Позориште Олд Вик из 1937. године, Лоренс Оливије као Хенри
- 1955. позориште Олд Вик, Ричард Бартон као Хенри
- 1965. Олдвич театар, Ијан Холм као Хенри
- 1972. Позориште Олдвич, Тимоти Далтон као Хенри (енгл. Prospect Theatre Company), такође 1974. године у Раундхаус Театру
- 1985. Барбикан театар, Кенет Брана као Хенри
- 2013. Ноел Кауард позориште, Џад Лоу као Хенри V (енгл. Michael Grandage Company)

## Адаптације

### Филм
Урађене су три главне филмске адаптације. Прва, Хенри V (1944), у режији и главној улози Лоренса Оливијеа, је шарена и високо стилизована верзија која почиње у Позоришту Глоб, а затим се постепено прелази на реалистични приказ битке код Аженкура. Оливијеов филм снимљен је током Другог светског рата и замишљен је као патриотски митинг за време инвазије на Нормандију.
Други главни филм, Хенри V (1989), у режији и главној улози Кенета Бране, покушава дати реалистичнији приказ тог раздобља и ставља већи нагласак на ратне страхоте. Одликује га блатњава и језива битка код Аженкура.
Трећи главни филм, Краљ (2019), у коме је Тимоти Шаламе глумио Хенрија V, адаптиран је из Шекспирових драмских текстова Хенри IV, део први, Хенри IV, део други и Хенри V.

### Телевизија
Британска телевизија ББЦ 2 извела је 2012−2016. комплетну екранизацију 8 највећих Шекспирових историјских драма, у облику мини-серије под насловом Шупља круна (енгл. The Hollow Crown). Наслов серије узет је из стиха у драми Ричард II:
Јер у шупљој круни
Што окружује смртне слепоочнице краља
Смрт држи свој двор ...
- Ричард II, чин 3, сцена 2.
Прва сезона, која садржи 4 драме које образују прву тетралогију (Ричард II, Хенри IV, део први, Хенри IV, део други и Хенри  V) снимљена је 2012. године. Бен Вишо глуми краља Ричарда II, Џереми Ајронс игра Хенрија IV, а а Том Хидлстон игра Хенрија V.
Друга сезона, под насловом Шупља круна: Ратови ружа (енгл. The Hollow Crown: The Wars of the Roses) снимљена је 2016. године. Друга сезона екранизовала је историјске драме друге тетралогије: сва три дела Хенрија VI (у две епизоде) и Ричарда III, са Бенедиктом Камбербачом у улози Ричарда од Глостера (касније Ричарда III).